# Соломон Јерусалимски
Соломон Јерусалимски (... – 860),  је био патријарх Јерусалима у периоду између 855. и 860. године.
Био је син извесног Заркума. Изабран је јеруслимског патријарха из редова лаика, десете године владавине халифа ал-Мутавакила и на јерусалимском трону је остао пет година, све до смрти. На месту патријарха наследио је Сергија Јерусалимског.